# Stempellinella distincta
Stempellinella distincta är en tvåvingeart som beskrevs av Ekrem 2007. Stempellinella distincta ingår i släktet Stempellinella och familjen fjädermyggor. Inga underarter finns listade i Catalogue of Life.